# Застава М02 „Којот”
Застава М02 „Којот” је тешки митраљез калибра 12,7x108mm или .50 Browning развијен и произведен у фабрици Застава оружје на основу руског тешког митраљеза Корд. Формира се постављањем митраљеза М87 на колевку, причвршћену за троножно постоље. Практична брзина гађања митраљеза М02 је преко 700 метака у минути, а максимални ефикасни домет дo 2.000 м против земаљских циљева и 1.500 м против циљева у ваздуху.

## Опис
Примарна сврха којота је неутрализација или уништавање живе силе или лако оклопних возила на копну и води на раздаљинама до 2000 метара. Може се користити за дејство против циљева у ваздуху. Којот има постоље постављено на стабилни троножац. Статив омогућава прилагођавање различитим теренима. Митраљез је опремљен пиштољским рукохватом и амортизерима у кундаку. Ови примарни склопови омогућавају прецизну ватру. Нишањење се врши механичким или оптичким нишаном. М02 дејствује без застоја у свим окружењима.
Цијев је направљена хладним ковањем, што гарантује њену трајност и постојаност. Унутрашњост цеви је хромирана, што пружа непромењене балистичке карактеристике за неколико хиљада испаљених метака. Цијев се брзо и лако одстрањује из митраљеза, тако да се митраљез може брзо охладити и заменити резервном која је у резервном алату и прибору. Током гађања, чахуре се избацују унапријед, што повећава сигурност стријелца и људи у близини.
Када су услови екстремни, положај регулатора протока гаса може обезбедити адекватан проток гаса, тако да ће митраљез увек функционисати поуздано.
Митраљез се пуни помоћу реденика. У резервном алату и прибору митраљеза налазе се реденици и муницијске кутије за пренос реденика, капацитета 60 метака. Скривач пламена на крају цеви распршује ужарене барутне гасове и смањује бљесак приликом дејствовања, што умањује шансе за откривање митраљеза на ватреном положају.

## Историја рада
- Побуна Боко Харама[2]
- Сиријски грађански рат[3]

## Корисници
- Авганистан[4]
- Камерун[2]
- Србија
- Сиријска опозиција[3]
- УАЕ користиле припадници савезничких снага УАЕ у офанзиви Ал Худаидах[5]
- Нагорно-Карабах, сукоби у Нагорно-Карабаху (од 2020)